# Давід Ембе
Давід Ембе (фр. David Embé, нар. 13 листопада 1973) — камерунський футболіст, що грав на позиції нападника. Виступав за національну збірну Камеруну, у складі якої брав участь у чемпіонаті світу 1994 року.

## Клубна кар'єра
У дорослому футболі дебютував 1990 року виступами за команду клубу «Расінг» (Бафусам), в якій провів три сезони і двічі ставав чемпіоном Камеруну.
Протягом сезону 1993/94 років захищав кольори португальського клубу «Белененсеш», але основним гравцем не став, тому після цього перейшов у грецьку «Ларису». Відіграв за лариський клуб наступні два сезони своєї ігрової кар'єри. Більшість часу, проведеного у складі «Лариси», був основним гравцем атакувальної ланки команди і одним з головних бомбардирів команди, маючи середню результативність на рівні 0,4 голу за гру першості.
Згодом з 1996 і до кінця 1998 року виступав за мексиканський «Естудіантес Текос», після чого недовго виступав за китайський «Шанхай Шеньхуа» та перуанський «Депортіво Мунісіпаль».
27 липня 2001 року перебрався в російський «Чорноморець» з Новоросійська, але зіграв лише чотири гри у Прем'єр-лізі, тому завершував кар'єру в «Нью-Інгленд Революшн» з Великого Бостона.

## Виступи за збірні
1993 року залучався до складу молодіжної збірної Камеруну, разом з якою був учасником молодіжного чемпіонату світу 1993 року, де забив один гол.
1990 року дебютував в офіційних матчах за національну збірну Камеруну. У складі збірної був учасником чемпіонату світу 1994 року у США і в матчі групового етапу проти Швеції на стадіоні «Роуз Боул» у Пасадені, штат Каліфорнія, у присутності понад 93 000 вболівальників, відзначився забитим м'ячем, ставши наймолодшим автором голу на тому турнірі.
Всього протягом кар'єри у національній команді, яка тривала 8 років, провів у її формі 14 матчів, забивши 5 голів.